# Zapus
Zapus (Запода) — рід північноамериканських ссавців з надряду гризунів родини стрибакові (Dipodidae).

## Поширення
Живуть у Північній Америці і полюбляють вологі місця проживання.

## Життя
Вони нічні, можуть лазити і можуть плавати дуже добре. Зазвичай рухаються повільно на чотирьох лапах, на задніх лапах вони стрибають, тільки якщо тікають (довжина стрибків сягає 2 метрів). Вони будують свої гнізда з трав та листя в траві або у підніжжя дерев в літній час. Взимку влаштовують свої гнізда під пагорбом або насипом або вони риють нори. Раціон складається з насіння, плодів і дрібних тварин. Для довгої зимової сплячки створюють жирові відкладення. 
Два-три рази на рік самиця народжує, після періоду вагітності близько 18 днів, 4-5 дитинчат. У неволі Zapus hudsonius жив 5 років.

## Морфологічні особливості
Довжина голови й тулуба 75-110 мм, а довжина хвоста 108-165 мм, довжина задніх ступнів 28—35 мм, вага влітку 13—20 гр. Зубна формула: 1/1, 0/0, 1/0, 3/3, загалом 18 зубів.
Хутро кошлате. Спина сірувато-коричнева, боки жовтувато-коричневі, низ білий. 